# Liste der Kulturdenkmäler in Steinheim
Die folgende Liste enthält die in der Denkmaltopographie ausgewiesenen Kulturdenkmäler auf dem Gebiet des Stadtteils Steinheim der  Stadt Hanau, Main-Kinzig-Kreis, Hessen.
Hinweis: Die Reihenfolge der Denkmäler in dieser Liste orientiert sich an der Anschrift, alternativ ist sie auch nach der Bezeichnung, der vom Landesamt für Denkmalpflege vergebenen Nummer oder der Bauzeit sortierbar.
Kulturdenkmäler werden fortlaufend im Denkmalverzeichnis des Landes Hessen durch das Landesamt für Denkmalpflege Hessen auf Basis des Hessischen Denkmalschutzgesetzes (HDSchG) geführt. Die Schutzwürdigkeit eines Kulturdenkmals hängt nicht von der Eintragung in das Denkmalverzeichnis des Landes Hessen oder der Veröffentlichung in der Denkmaltopographie ab.

| Bild                                       | Bezeichnung | Lage | Beschreibung  | Bauzeit                              | Objekt-Nr. |
| ------------------------------------------ | --- | --- | ------------- | ------------------------------------ | ---------- |
| weitere Bilder                             | Marienkirche von St. Johann-Baptist | Groß-Steinheim, Albanusstraße 10 LageFlur: 1, Flurstück: 41/4                                                                              |               | 1933–1940                            | 106942 DDB |
| Bild gesucht BW                            | Ehem. Chromo-Lithographische Kunstanstalt GmbH Herzing | Klein-Steinheim, Alicestraße 15 LageFlur: 2, Flurstück: 15/2                                                                               |               | 1874                                 | 106943 DDB |
| weitere Bilder                             | Gerichtslinde | Groß-Steinheim, Am Maintor LageFlur: 1, Flurstück: 327/1                                                                                   | Gerichtslinde |                                      | 107017 DDB |
| weitere Bilder                             | Dürerhaus | Groß-Steinheim, Am Maintor 1 LageFlur: 1, Flurstück: 304/1                                                                                 |               |                                      | 106944 DDB |
| Bickenhof                                  | Bickenhof | Groß-Steinheim, Am Maintor 3 LageFlur: 1, Flurstück: 305/1                                                                                 |               |                                      | 107027 DDB |
| weitere Bilder                             | Maintor | Groß-Steinheim, Am Maintor 7 LageFlur: 1, Flurstück: 309/3, 309/4, 336/2                                                                   |               | um 1320; Fachwerkaufstockung um 1470 | 106950 DDB |
| weitere Bilder                             | Marstall | Groß-Steinheim, An der Preßmauer 5b LageFlur: 1, Flurstück: 356/5                                                                          |               |                                      | 107032 DDB |
|                                            | | Groß-Steinheim, Bickenstraße 1 LageFlur: 1, Flurstück: 389/2                                                                               |               | 1669                                 | 106949 DDB |
| weitere Bilder                             | | Groß-Steinheim, Bickenstraße 2 LageFlur: 1, Flurstück: 387/2                                                                               |               | 1532                                 | 106951 DDB |
| weitere Bilder                             | | Klein-Steinheim, Brandenburgstraße 10 LageFlur: 1, Flurstück: 895/115                                                                      |               |                                      | 106997 DDB |
| weitere Bilder                             | Ehem. Haus der Fischerzunft | Groß-Steinheim, Brauhausstraße 1 LageFlur: 1, Flurstück: 264/2                                                                             |               | 1413                                 | 106952 DDB |
| weitere Bilder                             | Kurmainzisches Brauhaus | Groß-Steinheim, Brauhausstraße 6 LageFlur: 1, Flurstück: 276/1                                                                             |               | zwischen 1679 und 1695               | 107041 DDB |
| weitere Bilder                             | Schäferei des Kurmainzischen Fronhofes | Groß-Steinheim, Brauhausstraße 10/12 LageFlur: 1, Flurstück: 273, 274                                                                      |               | 1526                                 | 107028 DDB |
| weitere Bilder                             | Geschwister-Scholl-Schule | Groß-Steinheim, Darmstädter Straße 13 LageFlur: 1, Flurstück: 184/2                                                                        |               |                                      | 106966 DDB |
| weitere Bilder                             | | Groß-Steinheim, Darmstädter Straße 16 LageFlur: 1, Flurstück: 178/5                                                                        |               | um 1900                              | 106967 DDB |
| weitere Bilder                             | | Groß-Steinheim, Darmstädter Straße 25 LageFlur: 1, Flurstück: 171/1                                                                        |               |                                      | 106954 DDB |
| weitere Bilder                             | Ehrenmal | Groß-Steinheim, Darmstädter Straße LageFlur: 1, Flurstück: 157/1                                                                           |               | 1902                                 | 106953 DDB |
| weitere Bilder                             | Wasserturm | Groß-Steinheim, Darmstädter Straße LageFlur: 3, Flurstück: 82                                                                              |               | 1936-1938                            | 106955 DDB |
| Bild gesucht BW                            | Gesamtanlage Elisabethenstraße | Groß-Steinheim, Elisabethenstraße Lage |               |                                      | 107132 DDB |
| Bild gesucht BW                            | | Klein-Steinheim, Eppsteinstraße 99/101 LageFlur: 1, Flurstück: 380/3, 388/3                                                                |               |                                      | 106998 DDB |
| weitere Bilder                             | | Klein-Steinheim, Ernststraße 5 LageFlur: 1, Flurstück: 324/101                                                                             |               | um 1905                              | 106968 DDB |
|                                            | | Klein-Steinheim, Friedrich-Naumann-Straße 3 LageFlur: 1, Flurstück: 77/1                                                                   |               | um 1910                              | 106969 DDB |
|                                            | | Klein-Steinheim, Friedrich-Naumann-Straße 8 LageFlur: 1, Flurstück: 82/1                                                                   |               | um 1905                              | 106971 DDB |
| weitere Bilder                             | | Klein-Steinheim, Friedrich-Naumann-Straße 9 LageFlur: 1, Flurstück: 83/1                                                                   |               | um 1905                              | 106970 DDB |
| weitere Bilder                             | | Klein-Steinheim, Friedrich-Naumann-Straße 11 LageFlur: 1, Flurstück: 84/2                                                                  |               | um 1905                              | 106972 DDB |
| weitere Bilder                             | | Groß-Steinheim, Georg-Busch-Straße 14 LageFlur: 1, Flurstück: 168/16, 186/17                                                               |               | um 1910                              | 106973 DDB |
| weitere Bilder                             | Historischer Ortskern Groß-Steinheim | Groß-Steinheim, Gesamtanlage Lage |               |                                      | 107039 DDB |
| Bild gesucht BW                            | Historischer Ortskern Klein-Steinheim | Klein-Steinheim, Gesamtanlage Lage |               |                                      | 107040 DDB |
| weitere Bilder                             | Galgen des Steinheimer Hochgerichts | Groß-Steinheim, Goldfeldtanne, Galgenbruch LageFlur: 9, Flurstück: 18/1                                                                    |               | vor 1425                             | 107059 DDB |
| weitere Bilder                             | Sprengturm der Rouselle’schen Basaltwerke | Groß-Steinheim, Goldfeldtanne, Galgenbruch LageFlur: 9, Flurstück: 18/1                                                                    |               |                                      | 107143 DDB |
| weitere Bilder                             | Huttenhof | Groß-Steinheim, Hans-Sachs-Straße 3 LageFlur: 1, Flurstück: 278/4                                                                          |               | 1603                                 | 106974 DDB |
| weitere Bilder                             | Neues Rathaus | Groß-Steinheim, Hans-Sachs-Straße 8 LageFlur: 1, Flurstück: 296/2                                                                          |               | 1773                                 | 107117 DDB |
| weitere Bilder                             | Reubersches Haus | Groß-Steinheim, Hans-Sachs-Straße 10/12 LageFlur: 1, Flurstück: 292/1, 295/4                                                               |               | 1526/27                              | 107009 DDB |
| Hanau-Steinheim, Zehntscheune Oktober 2018 | Zehntscheuer des ehem. Fronhofs | Groß-Steinheim, Hans-Sachs-Straße 14 LageFlur: 1, Flurstück: 290/4, 291                                                                    |               | 1473                                 | 106975 DDB |
|                                            | | Groß-Steinheim, Harmoniestraße 4 LageFlur: 1, Flurstück: 418                                                                               |               | um 1700                              | 106976 DDB |
|                                            | | Groß-Steinheim, Harmoniestraße 6 LageFlur: 1, Flurstück: 419/1                                                                             |               | um 1400                              | 108698 DDB |
| weitere Bilder                             | Haus Volk | Groß-Steinheim, Harmoniestraße 7 LageFlur: 1, Flurstück: 380/1                                                                             |               | 1395                                 | 106977 DDB |
|                                            | | Groß-Steinheim, Harmoniestraße 8 LageFlur: 1, Flurstück: 422/1                                                                             |               |                                      | 106979 DDB |
|                                            | | Groß-Steinheim, Harmoniestraße 9 LageFlur: 1, Flurstück: 379/1                                                                             |               | um 1700                              | 106978 DDB |
| weitere Bilder                             | | Groß-Steinheim, Harmoniestraße 14 LageFlur: 1, Flurstück: 430/1                                                                            |               | um 1600                              | 107066 DDB |
| Bild gesucht BW                            | Neuer Friedhof (Nord) | Klein-Steinheim, Hermann-Ehlers-Straße 51 LageFlur: 8, Flurstück: 778/2                                                                    |               | 1874                                 | 107008 DDB |
| weitere Bilder                             | Torhaus der Graphischen Betriebe Illert | Groß-Steinheim, Illertstraße 2 LageFlur: 1, Flurstück: 310/2, 310/3                                                                        |               |                                      | 106981 DDB |
| weitere Bilder                             | Villa Illert | Groß-Steinheim, Illertstraße 8 LageFlur: 1, Flurstück: 313/4                                                                               |               | um 1890                              | 106964 DDB |
| Bild gesucht BW                            | Gasthaus Friesenkate | Groß-Steinheim, Indaginestraße 2 LageFlur: 1, Flurstück: 414                                                                               |               | 1675                                 | 106980 DDB |
| Vikariat                                   | Vikariat | Groß-Steinheim, Ingelheimstraße 8 LageFlur: 1, Flurstück: 181/8                                                                            |               | um 1890                              | 106982 DDB |
|                                            | | Groß-Steinheim, Ingelheimstraße 11 LageFlur: 1, Flurstück: 192/7                                                                           |               | um 1890                              | 106983 DDB |
| Wenck’scher Hof Oktober 2018               | Wenck’scher Hof | Groß-Steinheim, Kardinal-Volk-Platz 1 LageFlur: 1, Flurstück: 245/3                                                                        |               | um 1497                              | 106985 DDB |
| Altes Pfarrhaus                            | Altes Pfarrhaus | Groß-Steinheim, Kardinal-Volk-Platz 2 LageFlur: 1, Flurstück: 409/2                                                                        |               | 1472                                 | 106986 DDB |
| weitere Bilder                             | Stadtpfarrkirche St. Johann-Baptist | Groß-Steinheim, Kardinal-Volk-Platz/Indaginestraße LageFlur: 1, Flurstück: 408/3                                                           |               | um 1449                              | 106984 DDB |
| weitere Bilder                             | | Klein-Steinheim, Karl-Brodrück-Straße 2 LageFlur: 2, Flurstück: 534/3                                                                      |               | um 1912                              | 107015 DDB |
| Bild gesucht BW                            | | Klein-Steinheim, Karl-Brodrück-Straße 9/11 LageFlur: 2, Flurstück: 7/16, 7/17                                                              |               | um 1900                              | 107061 DDB |
| Bild gesucht BW                            | | Klein-Steinheim, Karl-Brodrück-Straße 13/15 LageFlur: 2, Flurstück: 7/15, 7/22                                                             |               | um 1905                              | 107060 DDB |
| Bild gesucht BW                            | | Klein-Steinheim, Karl-Brodrück-Straße 18 LageFlur: 2, Flurstück: 7/10                                                                      |               | um 1905                              | 107062 DDB |
| Bild gesucht BW                            | sog. Fronhof, historisches Gasthaus 'Mainlust' | Klein-Steinheim, Kirchstraße 4 LageFlur: 1, Flurstück: 191/9                                                                               |               | 1840/50                              | 107046 DDB |
| Pfarrhaus                                  | Pfarrhaus | Klein-Steinheim, Kirchstraße 20 LageFlur: 1, Flurstück: 50/33                                                                              |               | 1899/1900                            | 106989 DDB |
| weitere Bilder                             | Kath. Pfarrkirche St. Nikolaus mit Friedhof, Friedhofsmauer, Nepomukdenkmal, Grabsteinen, Ölberg, Konraddenkmal, Lourdesgrotte, Kreuzkapelle und Außenaltar | Klein-Steinheim, Kirchstraße 22, Kirchstraße, Uferstraße LageFlur: 1, Flurstück: 50/31, 50/32, 50/44, 201/6                                |               | 1892/93, Turm bzw. ehem. Chor 1510   | 106988 DDB |
| Bild gesucht BW                            | Trafohaus | Groß-Steinheim, Kreuzweg (bei Nr. 36) LageFlur: 1, Flurstück: 617/2                                                                        |               |                                      | 107026 DDB |
| weitere Bilder                             | | Groß-Steinheim, Kreuzweg 1 LageFlur: 1, Flurstück: 595/9                                                                                   |               | um 1850                              | 106149 DDB |
| weitere Bilder                             | | Groß-Steinheim, Ludwigstraße 2 LageFlur: 1, Flurstück: 595/8                                                                               |               | 1826                                 | 107013 DDB |
|                                            | | Groß-Steinheim, Ludwigstraße 16 LageFlur: 1, Flurstück: 594/2                                                                              |               | um 1890                              | 107022 DDB |
|                                            | | Groß-Steinheim, Ludwigstraße 23 LageFlur: 1, Flurstück: 524/18                                                                             |               | um 1800                              | 107021 DDB |
| weitere Bilder                             | Villa Illert | Groß-Steinheim, Ludwigstraße 25 LageFlur: 1, Flurstück: 524/15                                                                             |               | um 1890                              | 107002 DDB |
| Evangelische Kirche                        | Evangelische Kirche | Groß-Steinheim, Ludwigstraße 27 LageFlur: 1, Flurstück: 525/5, 527/9                                                                       |               | 1900–1902                            | 107003 DDB |
| Villa Spielmann                            | Villa Spielmann | Groß-Steinheim, Ludwigstraße 33 LageFlur: 1, Flurstück: 527/20, 527/6                                                                      |               | 1896                                 | 107042 DDB |
|                                            | | Groß-Steinheim, Ludwigstraße 40 LageFlur: 1, Flurstück: 576/7                                                                              |               |                                      | 106990 DDB |
| weitere Bilder                             | | Klein-Steinheim, Ludwigstraße 57 LageFlur: 1, Flurstück: 260/2                                                                             |               | 1890                                 | 106992 DDB |
| weitere Bilder                             | | Klein-Steinheim, Ludwigstraße 59 LageFlur: 1, Flurstück: 257/1                                                                             |               | 1890                                 | 107005 DDB |
| weitere Bilder                             | Theodor-Heuss-Schule | Klein-Steinheim, Ludwigstraße 87 LageFlur: 1, Flurstück: 140/1                                                                             |               | 1876                                 | 106994 DDB |
| weitere Bilder                             | Hanauer Hof | Klein-Steinheim, Ludwigstraße 92 LageFlur: 1, Flurstück: 135/4                                                                             |               | 1881–89                              | 106993 DDB |
| Ehem. Gastwirtschaft Zum deutschen Kaiser  | Ehem. Gastwirtschaft Zum deutschen Kaiser | Klein-Steinheim, Ludwigstraße 110 LageFlur: 2, Flurstück: 110/1                                                                            |               |                                      | 106995 DDB |
|                                            | | Klein-Steinheim, Ludwigstraße 151 LageFlur: 2, Flurstück: 544/75                                                                           |               |                                      | 107025 DDB |
|                                            | | Klein-Steinheim, Ludwigstraße 152 LageFlur: 2, Flurstück: 504/6                                                                            |               | um 1890                              | 107024 DDB |
| Bild gesucht BW                            | Büro der Vereinigten Rouselle’schen Basaltwerke | Klein-Steinheim, Ludwigstraße 154 LageFlur: 2, Flurstück: 499/1                                                                            |               | um 1905                              | 107047 DDB |
| Bild gesucht BW                            | Wohnhaus Rouselle | Klein-Steinheim, Ludwigstraße 156 LageFlur: 2, Flurstück: 907/8                                                                            |               |                                      | 107071 DDB |
| Bild gesucht BW                            | | Klein-Steinheim, Ludwigstraße 165 LageFlur: 2, Flurstück: 607/30                                                                           |               | ca. 1910                             | 107070 DDB |
|                                            | | Groß-Steinheim, Neutorstraße 2 LageFlur: 1, Flurstück: 381                                                                                 |               | 1447                                 | 107010 DDB |
|                                            | | Groß-Steinheim, Neutorstraße 8 LageFlur: 1, Flurstück: 372/2, 373                                                                          |               | 1574                                 | 740479 DDB |
| Bild gesucht BW                            | Sachgesamtheit Stadtmauer mit Dilgesturm, Maintor und Mühltor                                                                                               | Groß-Steinheim, o. Anschrift LageFlur: 1, Flurstück: 243/14, 244/1, 244/2, 245/5, 299/21, 309/3, 309/4, 310/1, 329/3, 336/2, 362/1-3, 469  |               | nach 1320                            | 106946 DDB |
| Blick auf den Friedhof von Nordosten       | Neuer jüdischer Friedhof | Groß-Steinheim, Odenwaldstraße LageFlur: 2, Flurstück: 766                                                                                 |               | um 1890                              | 107011 DDB |
| Bild gesucht BW                            | | Klein-Steinheim, Offenbacher Landstraße 2 LageFlur: 2, Flurstück: 480/5                                                                    |               | 1874                                 | 107036 DDB |
| Bild gesucht BW                            | Ehemalige Chromo-Lithographische Kunstanstalt Herzing | Klein-Steinheim, Offenbacher Landstraße 8 LageFlur: 2, Flurstück: 476/12                                                                   |               | 1904                                 | 106996 DDB |
| weitere Bilder                             | Gefallenenehrenmal und Pfaffenbrunnen | Klein-Steinheim, Pfaffenbrunnenstraße LageFlur: 8, Flurstück: 841/41                                                                       |               | 1896                                 | 107004 DDB |
| weitere Bilder                             | Niedersteinheimer Pestkapelle (hist. Marienkapelle) mit Pietà                                                                                               | Klein-Steinheim, Pfaffenbrunnenstraße LageFlur: 8, Flurstück: 3/7                                                                          |               | 1709 (Pietà), 1964 (Kapelle)         | 107064 DDB |
| weitere Bilder                             | Friedensdenkmal | Groß-Steinheim, Platz des Friedens LageFlur: 1, Flurstück: 846/12                                                                          |               | 1911                                 | 106956 DDB |
|                                            | | Groß-Steinheim, Platz des Friedens 1 LageFlur: 1, Flurstück: 383/2                                                                         |               | um 1800                              | 106957 DDB |
| weitere Bilder                             | | Groß-Steinheim, Platz des Friedens 2 LageFlur: 1, Flurstück: 348/1                                                                         |               | 1588                                 | 106958 DDB |
| Bild gesucht BW                            | Zum Großherzog | Groß-Steinheim, Platz des Friedens 3 LageFlur: 1, Flurstück: 391                                                                           |               |                                      | 106960 DDB |
| weitere Bilder                             | Schönbornhaus | Groß-Steinheim, Platz des Friedens 5 LageFlur: 1, Flurstück: 393/1                                                                         |               | 1563                                 | 106959 DDB |
| weitere Bilder                             | Stadtwirtshaus Zum Lamm | Groß-Steinheim, Platz des Friedens 6 LageFlur: 1, Flurstück: 303/1                                                                         |               |                                      | 106961 DDB |
| Bild gesucht BW                            | | Groß-Steinheim, Platz des Friedens 7 LageFlur: 1, Flurstück: 394                                                                           |               |                                      | 107044 DDB |
|                                            | | Groß-Steinheim, Poststraße 13/15 LageFlur: 1, Flurstück: 565/9, 565/10                                                                     |               |                                      | 107048 DDB |
| Fährmannshaus                              | Fährmannshaus | Groß-Steinheim, Schloßstraße 1c LageFlur: 1, Flurstück: 338/4                                                                              |               | 1454                                 | 106945 DDB |
| weitere Bilder                             | Ehem. Schlossbäckerei | Groß-Steinheim, Schloßstraße 2 LageFlur: 1, Flurstück: 346/1                                                                               |               | um 1500                              | 107031 DDB |
| weitere Bilder                             | | Groß-Steinheim, Schloßstraße 3 LageFlur: 1, Flurstück: 334/5                                                                               |               | um 1840                              | 107065 DDB |
| weitere Bilder                             | Alte Amtsregistratur | Groß-Steinheim, Schloßstraße 8 LageFlur: 1, Flurstück: 329/2                                                                               |               | Anfang 16. Jh.                       | 107033 DDB |
| weitere Bilder                             | Schloss Steinheim | Groß-Steinheim, Schloßstraße 9 LageFlur: 1, Flurstück: 329/3                                                                               |               |                                      | 107034 DDB |
| weitere Bilder                             | Schloßhofbrunnen | Groß-Steinheim, Schloßstraße 9 LageFlur: 1, Flurstück: 329/3                                                                               |               | 1564                                 | 107035 DDB |
| weitere Bilder                             | | Groß-Steinheim, Schönbornstraße 26 LageFlur: 1, Flurstück: 186/1                                                                           |               | um 1900                              | 107014 DDB |
| weitere Bilder                             | Wohn- und Werkstattgebäude der Firma Joh. A. Kreis | Groß-Steinheim, Schönbornstraße 27 LageFlur: 2, Flurstück: 257                                                                             |               | 1869                                 | 106991 DDB |
| Bild gesucht BW                            | ehem. Kreiskrankenhaus | Groß-Steinheim, Schönbornstraße 39 LageFlur: 2, Flurstück: 267/63, 267/65                                                                  |               | um 1890                              | 107020 DDB |
| weitere Bilder                             | Wohnhaus Busch | Groß-Steinheim, Steinheimer Vorstadt 15 LageFlur: 1, Flurstück: 504                                                                        |               | 1892                                 | 106965 DDB |
| weitere Bilder                             | | Groß-Steinheim, Steinheimer Vorstadt 24 LageFlur: 1, Flurstück: 452/3                                                                      |               | um 1700                              | 106178 DDB |
| Bild gesucht BW                            | Kellersystem | Groß-Steinheim, Steinheimer Vorstadt, Steinheimer Vorstadt 26 LageFlur: 1, Flurstück: 449/4, 449/5                                         |               | Anfang 18. Jh.                       | 106177 DDB |
| weitere Bilder                             | Villa Stokkum | Groß-Steinheim, Steinheimer Vorstadt 70 LageFlur: 1, Flurstück: 220/3                                                                      |               | Anfang 18. Jh.                       | 106948 DDB |
| weitere Bilder                             | Hainbergkreuz | Groß-Steinheim, Steinheimer Vorstadt (vor Nr. 70) LageFlur: 1, Flurstück: 1023/1                                                           |               | 1756                                 | 106947 DDB |
|                                            | | Klein-Steinheim, Uferstraße 54 LageFlur: 2, Flurstück: 507/4                                                                               |               | um 1910                              | 106999 DDB |
| weitere Bilder                             | Pestkapelle (historische Urbanuskapelle), Gefallenenehrenmal                                                                                                | Groß-Steinheim, Vogelsbergstraße (Platz vor Friedhof Süd) LageFlur: 2, Flurstück: 721                                                      |               | 1907                                 | 106962 DDB |
| weitere Bilder                             | Sachgesamtheit Friedhof Süd | Groß-Steinheim, Vogelsbergstraße 10 LageFlur: 2, Flurstück: 533/5                                                                          |               | 1874                                 | 106963 DDB |
| weitere Bilder                             | | Groß-Steinheim, Wenckstraße 2 LageFlur: 1, Flurstück: 407                                                                                  |               | Anfang 17. Jh.                       | 107012 DDB |
| weitere Bilder                             | | Groß-Steinheim, Wenckstraße 5 LageFlur: 1, Flurstück: 245/4                                                                                |               |                                      | 107007 DDB |
| weitere Bilder                             | Steinheimer Brücke | Klein-Steinheim, Main (Westerburgstraße), Werftstraße, Ludwigstraße 158 LageFlur: 2, 37, Flurstück: 494/11, 721/3 (Flur 2), 2/22 (Flur 37) |               | 1871–73                              | 107052 DDB |
| weitere Bilder                             | | Klein-Steinheim, Wilhelminenstraße 3 LageFlur: 1, Flurstück: 327/2                                                                         |               | um 1900                              | 107000 DDB |
| Bild gesucht BW                            | | Klein-Steinheim, Wilhelminenstraße 46 LageFlur: 1, Flurstück: 285/5                                                                        |               |                                      | 107001 DDB |
|                                            | | Groß-Steinheim, Wilhelm-Thoerle-Straße 15 LageFlur: 1, Flurstück: 177/1                                                                    |               |                                      | 107023 DDB |
|                                            | | Klein-Steinheim, Zur Bleiche 8 LageFlur: 1, Flurstück: 57/1                                                                                |               | um 1700                              | 106150 DDB |
| weitere Bilder                             | | Klein-Steinheim, Zur Bleiche 10/10a LageFlur: 1, Flurstück: 53/1, 53/2                                                                     |               | um 1700                              | 107016 DDB |

## Ehemalige Kulturdenkmäler
| Bild                                          | Bezeichnung | Lage                                                                        | Beschreibung    | Bauzeit | Objekt-Nr. |
| --------------------------------------------- | ----------- | --------------------------------------------------------------------------- | --------------- | ------- | ---------- |
| Steinheimer Vorstadt 8 (Baulücke nach Abriss) |             | Groß-Steinheim, Steinheimer Vorstadt 8 LageFlur: 1, Flurstück: 471/1, 471/2 | 2011 abgerissen | 1697    | 106176 DDB |